# Berberis taronensis
Berberis taronensis là một loài thực vật thuộc họ Berberidaceae. Đây là loài đặc hữu của Trung Quốc.